# Basilica di Santa Giusta (Santa Giusta, Italia)
La cattedrale di Santa Giusta è il principale edificio di culto dell'omonimo centro della provincia di Oristano. La Santa titolare è per l'appunto Santa Giusta, che la tradizione vuole esser stata martirizzata all'epoca di Diocleziano nella cripta ivi presente.
Realizzata quasi totalmente in arenaria, questo edificio risale al XII secolo.
È considerato uno dei più rappresentativi esempi di romanico sardo.

## Storia
La basilica di Santa Giusta fu edificata nella prima metà del XII secolo da maestranze locali aiutate da maestranze pisane che operarono nel cantiere buschetiano del Duomo di Pisa. Come data antecedente l'edificazione della basilica è stata proposta il 1118 anno in cui papa Gelasio II consacrò la cattedrale di Pisa, mentre è da supporre che la costruzione dell'edificio santagiustese giunse a conclusione prima della metà del secolo, in quanto il 1144 è la data di sicura conclusione della chiesa di Santa Maria a Terralba, che insieme alla prima struttura della Cattedrale di Santa Maria di Oristano, era coeva alla cattedrale di Santa Giusta.
Tra gli studiosi che si sono occupati della cattedrale, alcuni, a causa delle testimonianze altomedievali ivi conservate, come il pluteo marmoreo, i capitelli altomedievali e il riferimento in un manoscritto astigiano del 1080 ad un Ephisius vescovo di Santa Giusta, hanno ipotizzato la presenza di un precedente edificio di culto, anche se le indagini archeologiche hanno dato esito negativo.
In epoca moderna la cattedrale ha subito alcune modifiche rispetto all'impianto originario. Tra il XVI e il XVII secolo la parete destra fu sfondata per permettere l'edificazione di due cappelle, una detta del Rosario e l'altra dedicata a Sant'Antonio.
Nel 1847 l'arcivescovo oristanese Saba - nel 1503 infatti la diocesi santagiustese era stata soppressa e accorpata a quella oristanese - fece realizzare un recinto in pregiato marmo di Carrara, separante il presbiterio dal resto dell'ambiente interno; nel 1876 fu addossato ad una colonna, che ancora reca i segni delle grappe, un pulpito, anch'esso marmoreo. 

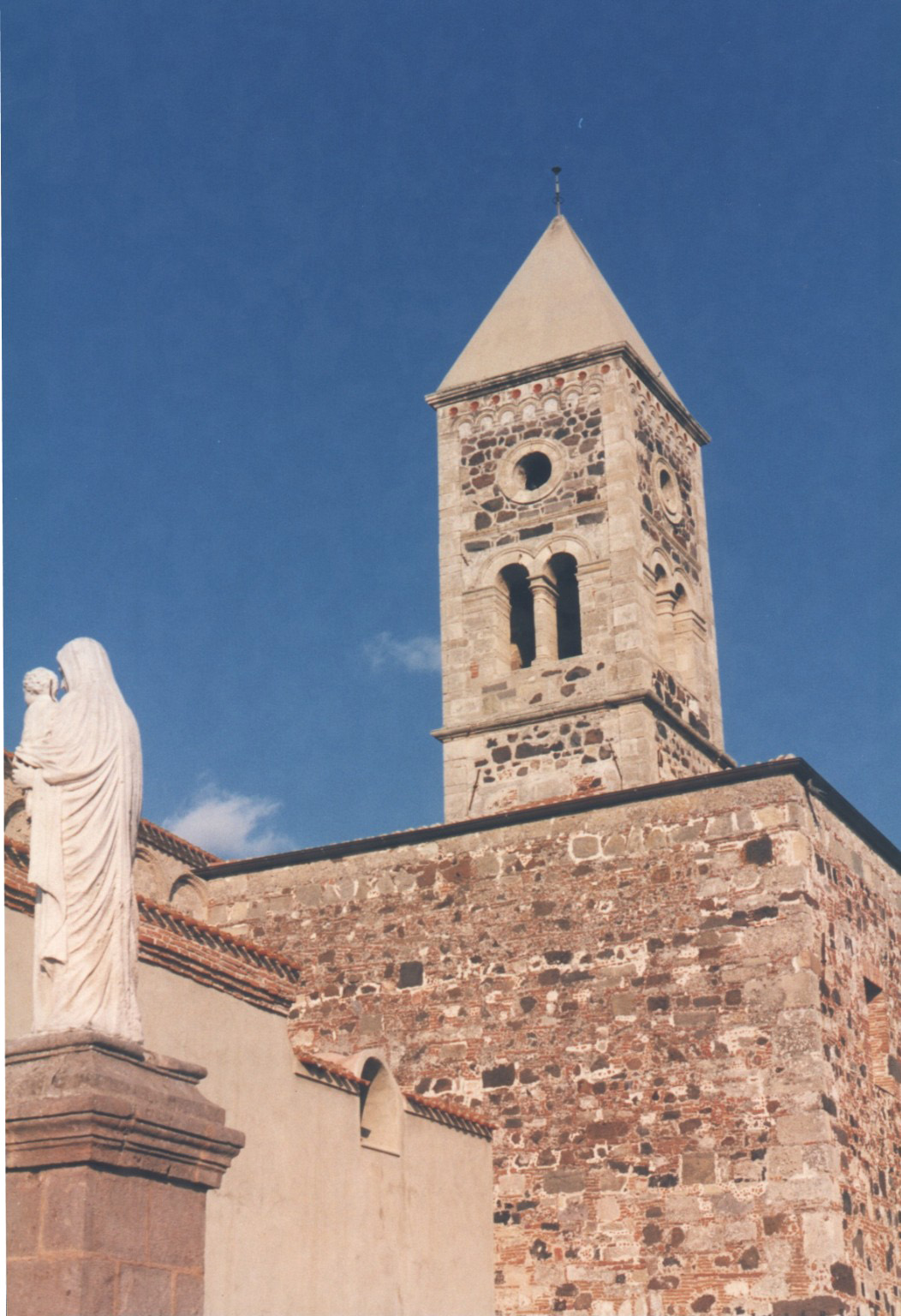
Campanile neoromanico

Nel 1860 il campanile a vela che si elevava dallo spiovente della navata sinistra crollò: per rimediare alla perdita nel 1875 si iniziò la costruzione della torre campanaria, che ancora sorge a destra della chiesa, in linea con la parete absidale. La torre campanaria giunse a conclusione nel 1908, ma, sempre alla fine del primo decennio del Novecento, Dionigi Scano lo sollevò notevolmente, rendendolo la struttura più alta dell'intero paese.
Tra l'Ottocento e il Novecento i lavori di bonifica nelle campagne vicine, per permettere il passaggio della ferrovia e delle strade, la realizzazione del terrapieno e infine la realizzazione del campanile addossato alla cattedrale avevano alterato il delicato equilibrio che permetteva a quest'ultima di reggersi in piedi, e già nel 1896 ci fu un intervento di restauro, condotto proprio da Dionigi Scano, consistente nell'uso di catene per contenere lo strapiombo delle murature.
In realtà questo primo rudimentale intervento non risolse i gravi problemi che la cattedrale mostrava, e se la prima guerra mondiale impedì qualsiasi intervento di restauro, peraltro indispensabile, i progetti per un organico intervento ripresero nel 1921, arrivando solo nel 1927 ad una concreta opera di restauro, condotta da Carlo Aru e conclusasi nel 1930.
Nel 1961 il Ministero della pubblica istruzione, influenzato dal modernismo allora già serpeggiante negli ambienti ecclesiastici, decretò la sostituzione degli arredi sacri - pulpito, balaustra, recinto marmoreo - posti nell'Ottocento. La loro effettiva sostituzione giunse solo nel 1983, con il restauro condotto da Aldo Lino.

## Descrizione
La cattedrale di Santa Giusta sorge nella zona settentrionale dell'omonimo paese, su un poggio alto pochi metri sul livello del mare. L'accesso principale alla basilica è costituito da una un'ampia scalinata.
La pianta della cattedrale è longitudinale, ripartita in tre navate di cui quella centrale larga è alta il doppio delle navate laterali; non è presente il transetto e la parete absidale possiede una sola abside orientata.

### Facciata

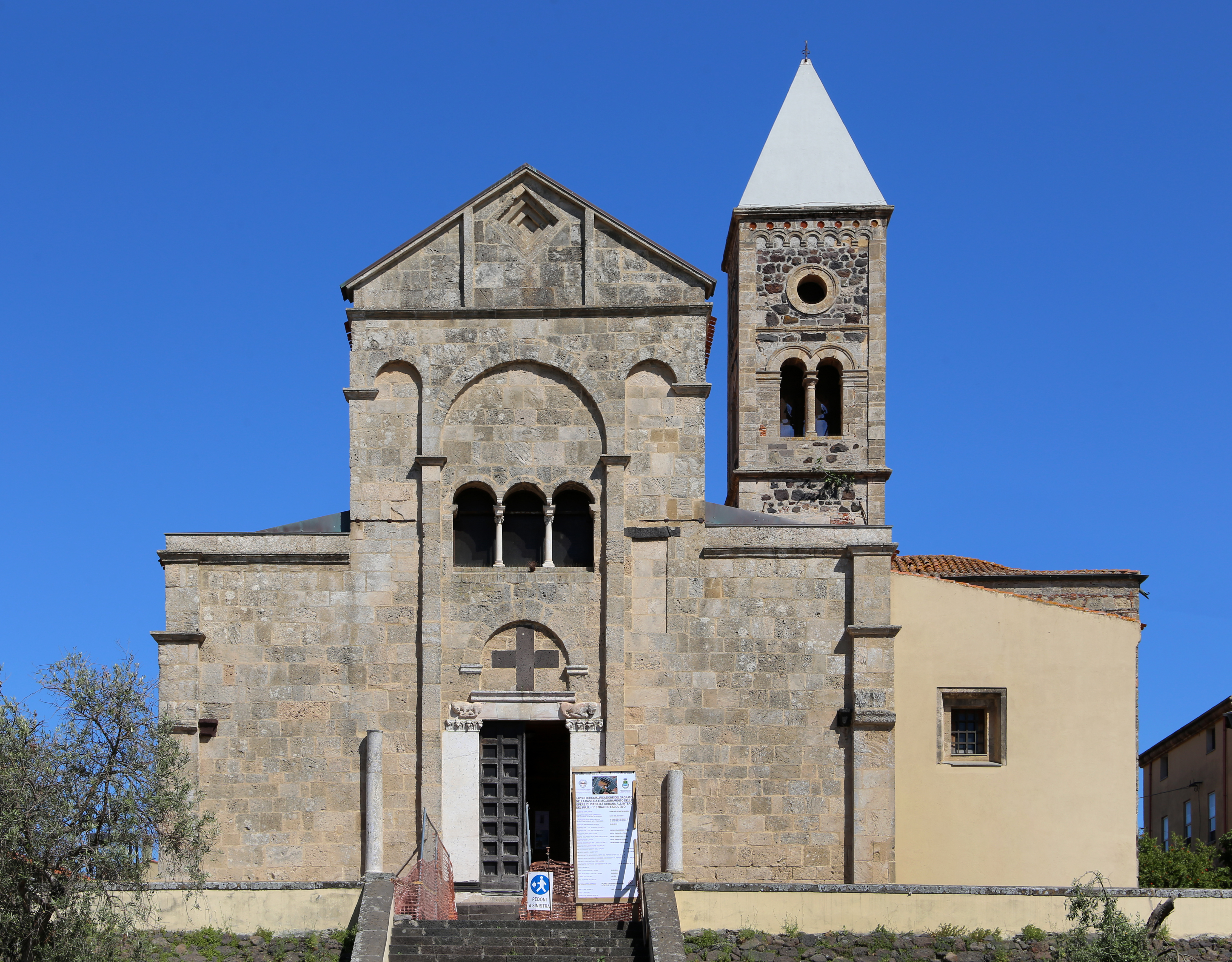
Facciata della basilica

La facciata della basilica mostra, come il resto della struttura, i blocchi squadrati di arenaria a vista. Si tratta di una facciata ripartita in tre registri, corrispondenti alla suddivisione interna in navate: quindi anche in questo caso i registri laterali sono larghi la metà di quello centrale. Mentre i registri laterali sono piuttosto spogli di decorazioni, segnati solo dalle paraste d'angolo e da un alto zoccolo, che percorre l'intero perimetro della struttura, il registro centrale appare assai più elaborato. Questo, infatti, è diviso a sua volta in tre pseudo-registri da alte lesene, chiuse da archi, di cui quello centrale di gran lunga più largo di quelli laterali. Questo pseudo-registro centrale ospita il portale e la trifora.
Il portale è delimitato ai lati da due stipiti marmorei, conclusi da pseudo-capitelli decorati a foglie, e da un architrave, anch'esso marmoreo. Questo reca scolpiti alle estremità un leone e una leonessa nell'atto di ghermire dei cervi: il sesso delle due fiere è particolarmente enfatizzato, e la leonessa mostra sulla coscia una croce, realizzata attraverso una differente realizzazione del pelo. Conclude il portale una lunetta al centro della quale campeggia una croce in basalto scuro.
La trifora è un delicato elemento architettonico caratterizzato da esili colonnine marmoree, dotate di base e di capitello. Questa è l'unica apertura esistente sulla facciata capace di assicurare luce all'interno.
La sommità della facciata è conclusa da un timpano tripartito, la cui suddivisione contraddice però la tripartizione del resto del registro centrale. Nella campitura centrale del timpano campeggia una losanga gradonata.
Ai fianchi delle lesene del registro centrale si alzano due colonne marmoree, di cui quella di destra spezzata. Questa presenza ha fatto pensare che in un lontano passato la facciata potesse essere anticipata da un portico o una struttura simile.

### Pareti laterali

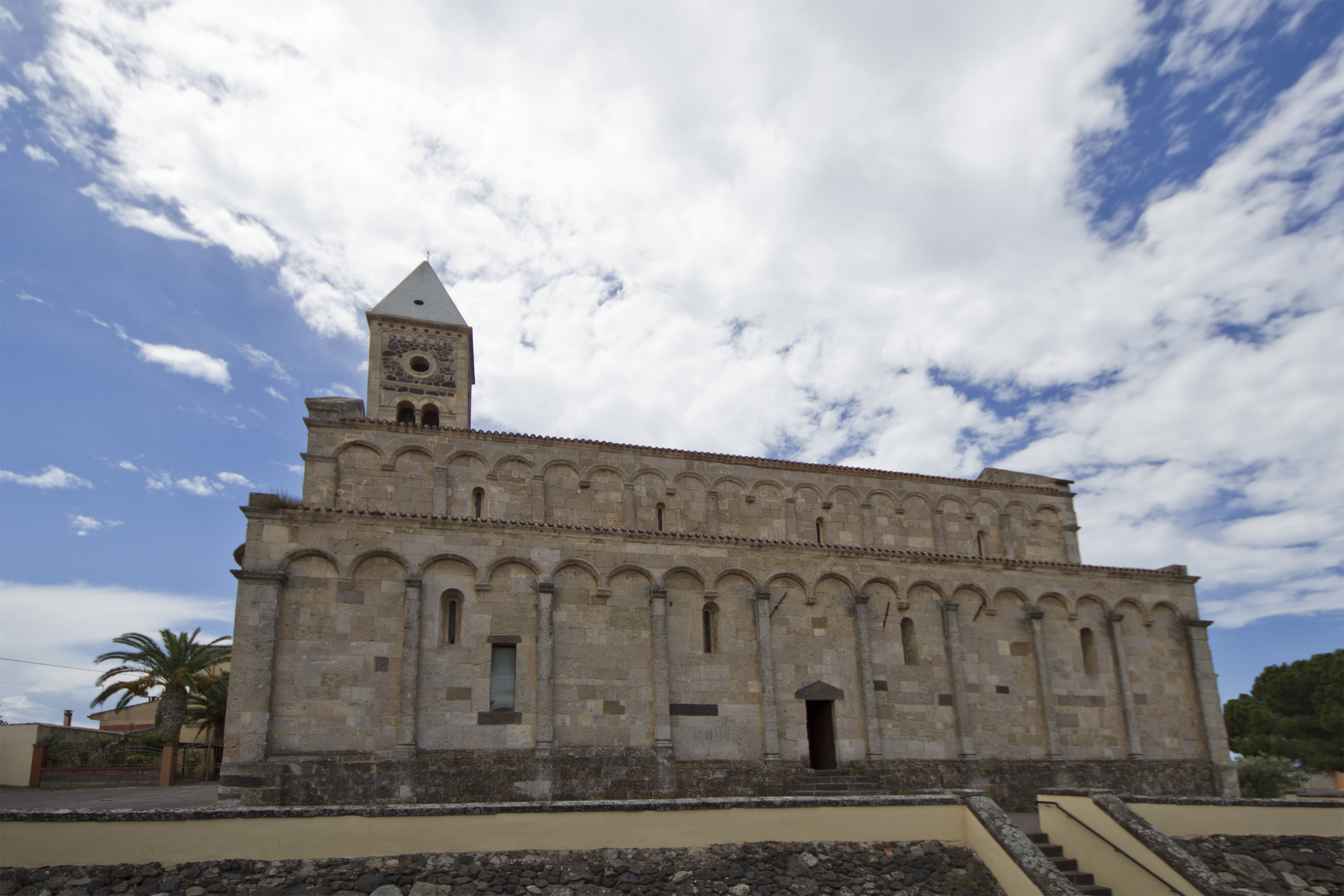
Archetti sulla facciata laterale

La parete laterale settentrionale è completamente libera, a differenza di quella meridionale, alla quale nel corso dei secoli si sono addossate aggiunte strutturali quali le cappelle e gli annessi parrocchiali. La parete libera mostra, perfettamente leggibile sopra lo zoccolo, la successione di nove registri, individuati da sottili lesene e chiusi ciascuno da una coppia di archetti pensili. Alternatamente, una monofora si apre sui registri della partitura inferiore, corrispondente alla parete della navatella sinistra. Lo stesso schema si ripete nella partitura superiore, corrispondente al brano di muro superiore della navata centrale. Il quinto registro nella partitura inferiore accoglie il portale secondario, a cui si accede grazie ad una umile scalinata a pianta semicircolare in blocchi di basalto; l'unico elemento decorativo di questa apertura è un timpano basaltico incassato nella tessitura muraria.

### Retro

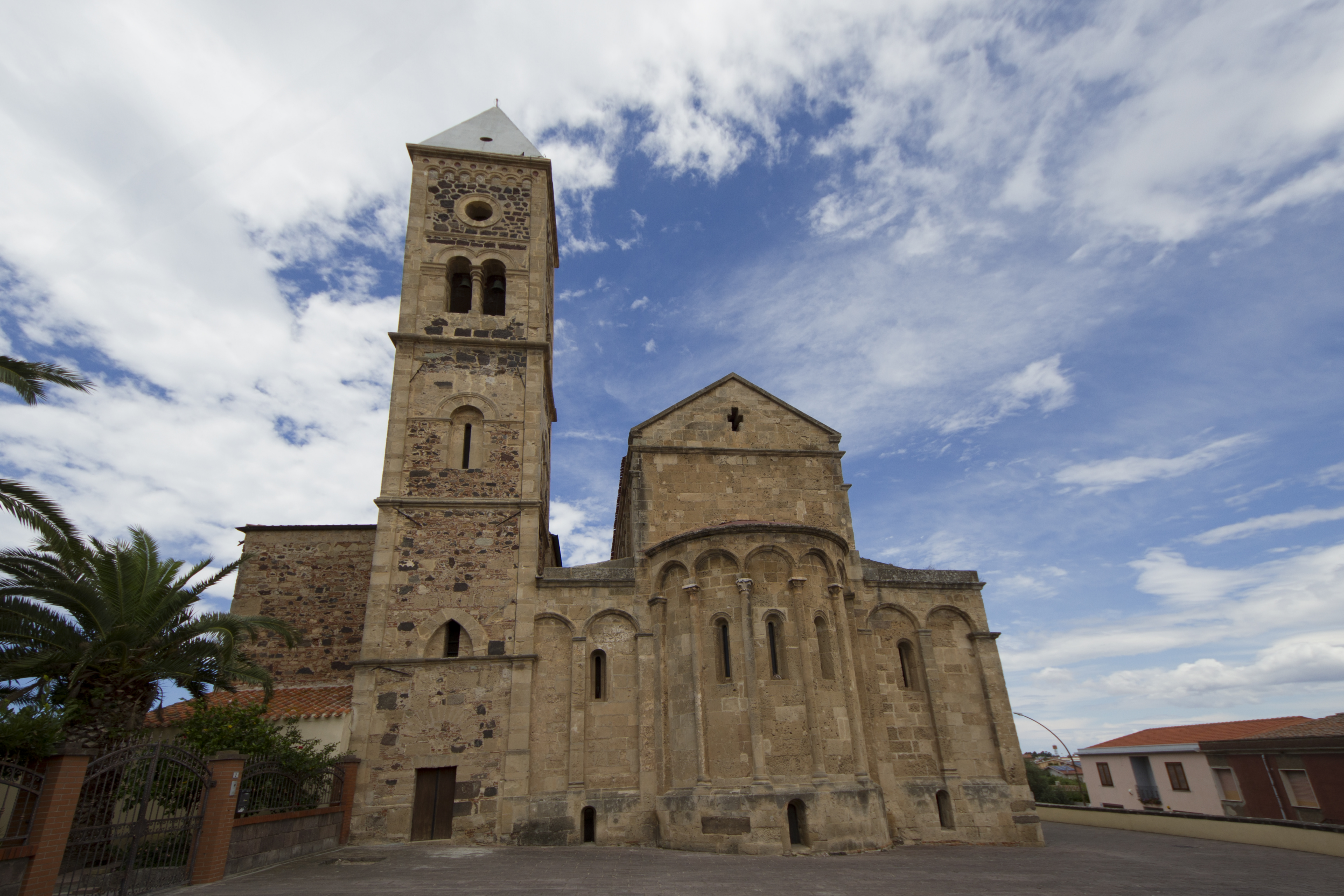
Abside

L'abside, a differenza delle pareti laterali, è dominata dalle decorazioni, tanto da poter quasi rivaleggiare in questo senso con la facciata. Come quest'ultima, anche la parete absidale è ripartita i tre registri: in questo caso, però, non sono degli elementi decorativi a causare ciò, ma l'elemento architettonico principale, cioè l'abside. Le parti laterali sono divisi in due registri dalle paraste d'angolo e dalle lesene: queste si concludono con due archetti modanati. Sia nel registro immediatamente a sinistra dell'abside che in quello immediatamente a destra si aprono due monofore, dalla centina elegantemente modanata.
L'abside è elegantemente ripartita da semicolonnine poggianti su plinti e culminanti in capitelli a foglia: tra questi e gli archetti che danno il ritmo alla parte superiore dell'abside, degli abachi dadiformi. Tre monofore si aprono sulla parete dell'abside, tutte dotate di centina modanata. Un'apertura cruciforme si trova invece nel timpano del registro centrale della parete, mentre nello zoccolo stanno altre tre mofore che danno luce alla cripta della cattedrale.

### Interno

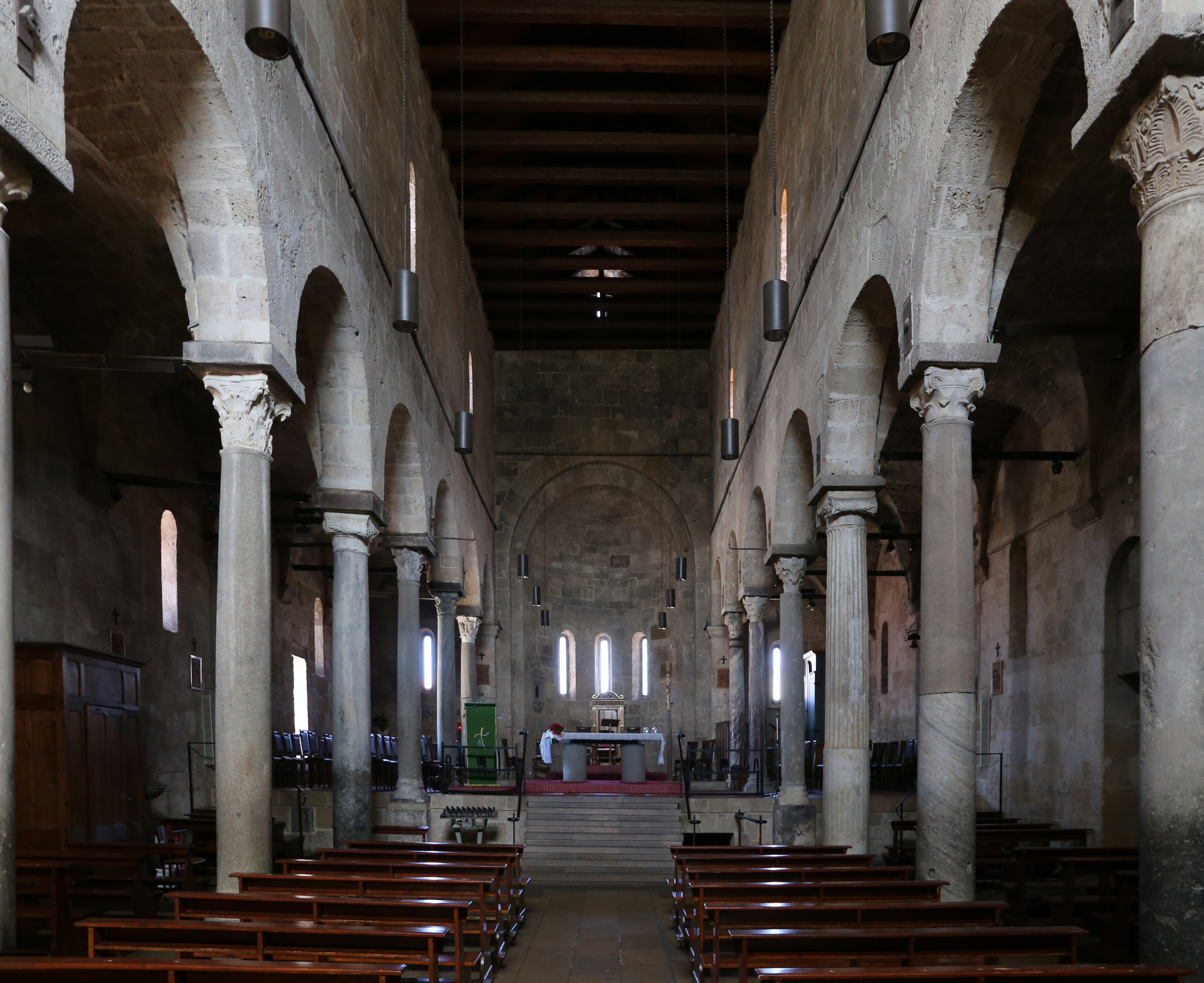
Interno

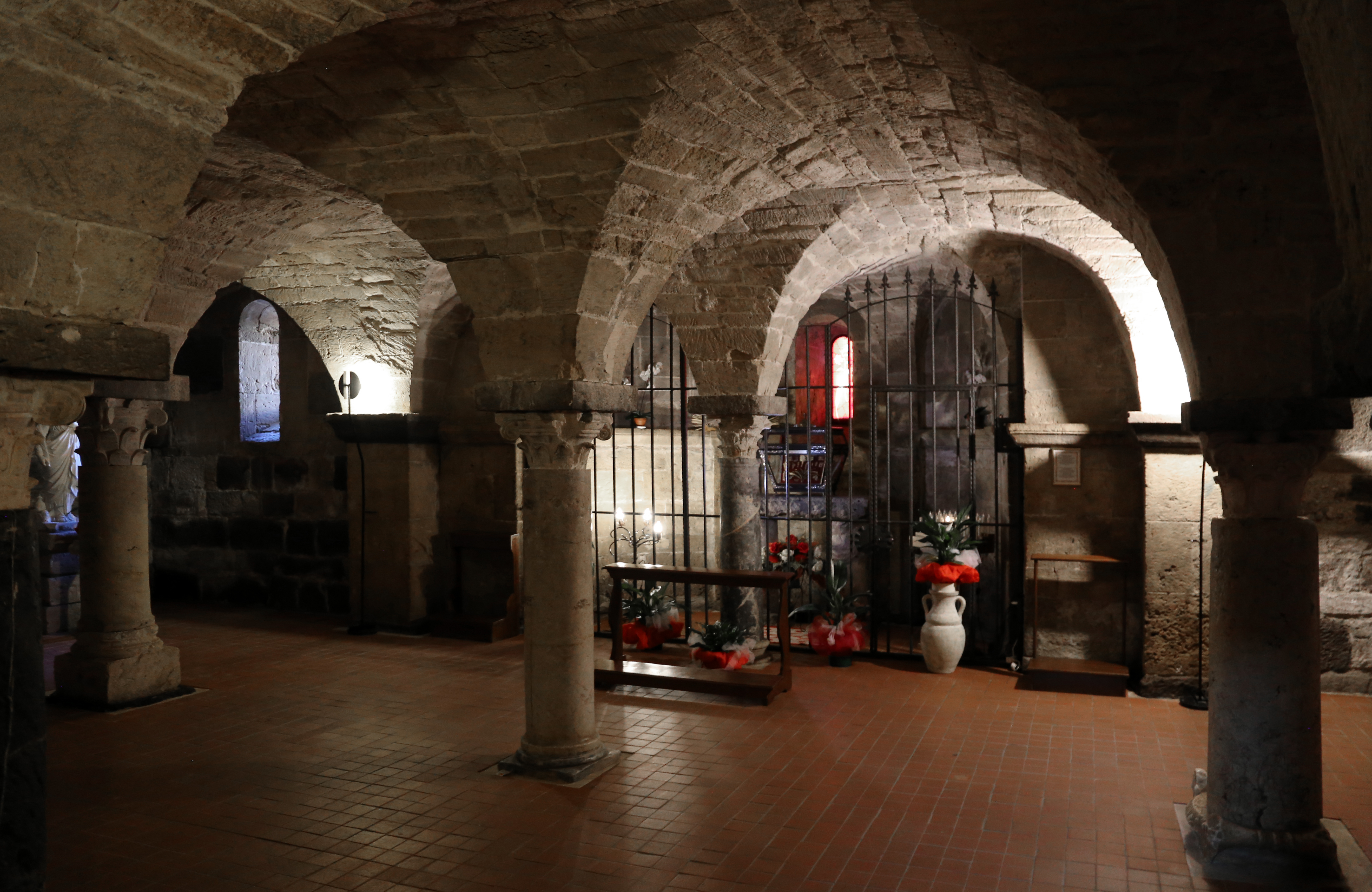
La cripta

Le navate all'interno sono divise tra loro da sette colonne culminanti in arcate: tali colonne sono per la maggior parte materiale di spoglio, così come i capitelli che le completano e le basi su cui poggiano. Il materiale marmoreo per la cattedrale venne recuperato in massima parte dai centri di Tharros, Neapolis e Othoca: il pezzo più antico di questa parte della cattedrale è un capitello corinzio della prima metà del II secolo, mentre in assoluto il pezzo di spoglio più antico è una base di colonna costituita da un capitello corinzio del primo secolo a.C. posta nella cripta dell'edificio. Le navate laterali sono coperte da volte a crociera, mentre la navata centrale ha copertura a capriate lignee.
Il presbiterio risulta elevato rispetto al resto dell'aula a causa della presenza della cripta. L'accesso a questo si ha mediante un'angusta scala posta a destra della scalinata che permette di salire al presbiterio stesso. La cripta ha forma rettangolare, e in corrispondenza dell'abside superiore ha anch'essa un catino absidale. La copertura è a volta a crociera, sostenuta da sette tozze colonne, dotate di capitello scolpito appositamente.

## Influenze architettoniche
La cattedrale di Santa Giusta presenta alcuni elementi che tradiscono la presenza di maestranze pisane nell'originario cantiere santagiustese del Millecento. Il primo di questi elementi è la losanga gradonata che campeggia nel timpano della facciata. Questo elemento ha grande importanza per la storia dell'architettura romanica in Sardegna, poiché lo stesso elemento ritorna nelle strutture del Duomo di Pisa realizzate dal Buscheto. Ancora, nella parete absidale, il gioco di colonnine addossate alla muratura e in particolare l'abaco dadiforme che congiunge i capitelli delle colonnine agli archetti è una soluzione che ritorna nelle testate buschetiane del medesimo Duomo toscano.
Questi elementi attestano la sicura presenza nel cantiere di Santa Giusta di maestranze pisane al fianco di quelle sarde.

## Diocesi di Santa Giusta
La prima testimonianza storica della presenza della diocesi di Santa Giusta risale al 1119. In questa data il vescovo Augustinus presenziò alla riconsacrazione della chiesa di San Saturno a Cagliari e fu presumibilmente in questo stesso periodo che scomparve definitivamente la diocesi di Forum Traiani (divenuta nell'Alto Medioevo Chrysopolis che corrisponde al paese di Fordongianus), e che si formò l'arcidiocesi di Aristanis (poi arcidiocesi di Oristano). Un manoscritto conservato nell'archivio capitolare di Asti risalente al 1080, in realtà, fa riferimento ad un Ephisius vescovo di Santa Giusta e ciò parrebbe anticipare la presenza della cattedra vescovile a Santa Giusta di almeno un secolo, ma la testimonianza data dal codice astigiano non convince del tutto gli storici.
Nel 1503 la riforma delle diocesi sarde portò all'accorpamento della diocesi di Santa Giusta con l'arcidiocesi di Oristano.